# Christopher Ndizeye Nkoronko
Christopher Ndizeye Nkoronko (* 25. März 1970 in Kalinzi, Region Kigoma) ist ein tansanischer Geistlicher und römisch-katholischer Bischof von Kahama.

## Leben
Christopher Ndizeye Nkoronko besuchte von 1986 bis 1993 das Katoke-Knabenseminar und absolvierte anschließend das Propädeutikum am Ujiji-Knabenseminar. Von 1994 bis 1996 studierte er Philosophie am Kibosho-Priesterseminar in Moshi und von 1996 bis 1999 Katholische Theologie am Serengea-Seminar. Nach dem Studienabschluss wurde er ein Jahr lang am Ujiji-Knabenseminar eingesetzt. Am 5. Juli 2001 empfing er das Sakrament der Priesterweihe für das Bistum Kigoma.
Er war zunächst in der Pfarrseelsorge tätig und von 2004 bis 2005 als Erzieher und Lehrer am St. Paul Senior Seminary in Kipalapala. Von 2005 bis 2008 studierte er in Italien am theologischen Studium St. Paulus in Catania und erwarb das Lizenziat in Moraltheologie. Daneben half er in Catania in der Pfarrseelsorge aus. Nach der Rückkehr in seine Heimat war er bis 2011 erneut Lehrer am St. Paul Senior Seminary. Von 2011 bis 2016 war er Pfarrer und Dekan in Kibondo und in der Leitung des diözesanen Laienapostolats tätig. In dieser Zeit war er zudem Präsident der diözesanen Priestervereinigung (UMAWATA) sowie von 2015 bis 2016 Untersekretär der nationalen UMAWATA-Vereinigung. Bereits ab 2011 war er auch Diözesankoordinator des tansanischen Programms zur Stärkung der Familien und Diözesandirektor der Päpstlichen Missionswerke. Ab 2016 war er Generalvikar des Bistums Kigoma und ab 2019 zusätzlich Generalsekretär der Pastoralabteilung des Bistums.
Papst Franziskus ernannte ihn am 23. Juni 2022 zum Bischof von Kahama. Der Erzbischof von Tabora, Paul Ruzoka, spendete ihm am 4. September desselben Jahres die Bischofsweihe. Mitkonsekratoren waren sein Amtsvorgänger Ludovic Minde OSS und der Bischof von Kigoma, Joseph Mlola OSS.